# Edward III (sztuka)

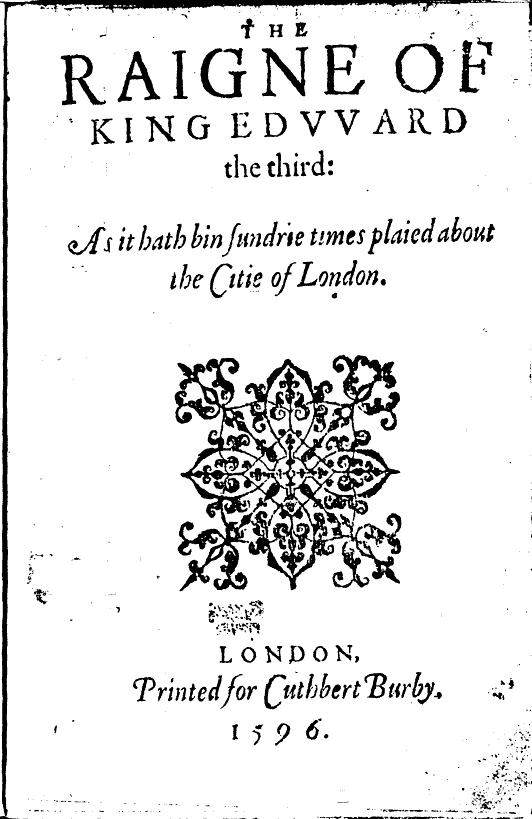
Strona tytułowa wydania z 1596 roku

Edward III – sztuka przypisywana Williamowi Shakespeare’owi. Po raz pierwszy została wydrukowana w 1596 roku, autor był anonimowy. Od XVIII wieku toczą się dyskusje na temat tego, czy autorem całości lub fragmentu tego utworu jest Szekspir.

## Argumenty
Istnieją cztery główne argumenty przeciwko temu, że autorem jest Szekspir:
- Została opublikowana anonimowo;
- Lista utworów wydana w 1598 roku, zawierająca większość dzieł tego autora, nie wspomina o Edwardzie III;
- Nie zawiera go także Pierwsze Folio;
- Wielu krytyków uważa, że jest ona zdecydowanie poniżej możliwości Szekspira.

Z drugiej strony jednak, istnieją liczne powiązania między tym utworem a wcześniejszymi kronikiami tego autora. Co więcej, niektóre fragmenty są bezpośrednimi cytatami z Sonetów Szekspira. Stanowi to istotny argument, przemawiający za tym, że co najmniej część Edwarda III została napisana przez pisarza ze Stratfordu. 
Obecnie powszechnie przyjmuje się kompromis, który stwierdza, iż tylko kilka scen w tym utworze zostało napisanych przez Szekspira. Tożsamość pozostałych autorów pozostaje nieznana.